# Impact Wrestling Unbreakable
Unbreakable – cykl gal amerykańskiej federacji wrestlingu Impact Wrestling. Pierwsze wydarzenie odbyło się w systemie pay-per-view we wrześniu 2005, natomiast drugie, mające miejsce w sierpniu 2019, było jedną z gal Impact Plus Monthly Specials.
| Gala               | Data             | Miasto                | Arena             | Walka wieczoru                                                                                    | Źródło |
| ------------------ | ---------------- | --------------------- | ----------------- | ------------------------------------------------------------------------------------------------- | ------ |
| Unbreakable (2005) | 11 września 2005 | Orlando, Floryda      | Universal Studios | Christopher Daniels (c) vs. AJ Styles vs. Samoa Joe Three-way match o TNA X Division Championship | [ 1 ]  |
| Unbreakable (2019) | 2 sierpnia 2019  | Santa Ana, Kalifornia | Esports Arena     | Sami Callihan vs. Tessa Blanchard Singles match o miano pretendenta do Impact World Championship  | [ 2 ]  |
| Unbreakable (2025) | 17 kwietnia 2025 | Paradise, Nevada      | Cox Pavilion      | Steve Maclin vs. A. J. Francis vs. Eric Young Finał turnieju o TNA International Championship     |        |